# Buganda (Burundi)
Buganda è un comune del Burundi situato nella provincia di Cibitoke con 69.045 abitanti (censimento 2008).

## Geografia antropica

### Suddivisioni amministrative
Il comune è suddiviso in 12 colline.